# Локалізований стан
Локалізовиним станом квантовомеханічної системи називається такий стан, для якого ймовірність перебування за межами певної вибраної області дуже швидко спадає із збільшення віддалі до цієї області.
В іншому випадку стан називається делокалізованим.
Локалізовані стани можна описати дійсними хвильовими функціями. Зважаючи на це, ці стани неспроможні давати вклад в електричний струм.

## Нормування хвильової функції
Для локалізованих станів інтеграл
{\displaystyle \int |\psi |^{2}d\tau },
в якому інтегрування проводиться по координатному просторі всіх часток, має скінченне значення.
Ця обставина дозволяє нормувати хвильову функцію таким чином, щоб сумарна ймовірність знайти частку
в усьому координатному просторі дорівнювала б одиниці.

## Приклади

### Атоми
Наприклад, атом водню складається із протона й електрона. У атомі ці дві частки зв'язані
між собою силами електростатичного притягання. Хвильова функція електрона
в основному стані спадає як {\displaystyle \psi \propto e^{-r/2a_{0}}}, де r — віддаль від протона,
{\displaystyle a_{0}} — радіус Бора. Ймовірність того, що електрон перебуватиме на віддалі
r від протона дорівнює {\displaystyle |\psi |^{2}\propto e^{-r/a_{0}}} й дуже швидко зменшується із
збільшенням віддалі.
Однак, можливі також випадки, коли електрон і протон перебувають далеко один від одного. При цьому
сумарна енергія часток повинна бути більшою, ніж енергія зв'язку між ними. Для таких станів
ймовірність знайти електрон на будь-якій віддалі від протона практично не залежить від цієї віддалі.
Такі стани називаються делокалізованими.

### Потенційна яма
Локалізовані й делокалізовані стани існують також у випадку модельної квантовомеханічної задачі
про частку в потенціальній ямі, наприклад, у напівпровідниковій квантовій ямі. Частка
може локалізуватися в ямі в тому випадку, якщо яма досить глибока й широка.
Умову локалізації можна оцінити в квазікласичному наближенні
{\displaystyle \int p(x)dx=2\pi n\hbar },
де {\displaystyle p(x)={\sqrt {2(E-U(x))/m}}},
E — енергія частки, U(x) — потенціал, яким задається яма, m — маса частки,
{\displaystyle \hbar } — приведена стала Планка, n — квантове число, а інтегрування проводиться по класично дозволеній області, де U(x) < E.
Для прямокутної ями з глибиною {\displaystyle U_{0}} й шириною W умовою існування хоча б одного локалізованого
стану є нерівність
{\displaystyle {\sqrt {\frac {2U_{0}}{m}}}W>2\pi \hbar }.

### Локалізовані стани в напівпровідниках і діелектриках
В ідеальному кристалі згідно з теоремою Блоха усі стани описуюються періодичними хвильовими функціями, помноженими
на комплексну експоненту. Таким чином, стани ідеального кристалу є делокалізованими.
Однак у реальних кристалах завжди присутні домішки. Електрони провідності чи дірки в напівпровідниках
і діелектриках можуть зв'язуватися з домішками. В такому випадку вони перебуватимуть здебільшого поблизу домішки, а їхні хвильові
функції швидко спадатимуть при віддаленні від неї. Таким чином у напівпровідниках і діелектриках з'являються локалізовані стани із
енергіями, які лежать в забороненій зоні. Локалізовані стани відіграють важливу роль у визначенні характеристик
напівпровідників, наприклад, їхньої провідності. При великій концентрації локалізованих станів
у напівпровідниках виникає особливий вид провідності — стрибкова провідність, фізична природа якої полягає в перестрибуванні
носіїв заряду від одного локалізованого стану до іншого.
Схожа картина виникає в аморфних тілах, у яких зберігається лише ближній порядок у розташуванні атомів. Носії заряду в них можуть локалізуватися
на численних розупорядкованих областях.
Особливим видом локалізації є поверхнева локалізація. Поверхня — це найбільший із дефектів кристалічної структури. Напівпровідники й
діелектрики, як відомо, можуть зберігати на своїй поверхні електричні заряди при електризації.
Така здатність зумовлена існуванням локалізованих біля поверхні електронних станів. Див., наприклад, Таммівські стани.